# Alexandr Sojka
Alexandr Sojka (* 2. dubna 2003 Klatovy) je český profesionální fotbalista, který hraje na pozici středního záložníka za český klub FC Hradec Králové. Je také bývalým českým mládežnickým reprezentantem.

## Klubová kariéra
Sojka je odchovancem Klatov, odkud v roce 2016 přestoupil do akademie Viktorie Plzeň.
V roce 2022 začal Sojka pravidelně nastupovat za třetiligový rezervní tým. Na začátku sezony 2022/23 odehrál Sojka všechny zápasy juniorského týmu Plzně v Juniorské lize UEFA, v šesti utkáních si připsal čtyři asistence, podílel se na výhře nad mládeží Bayernu Mnichov.
V březnu 2023 odešel Sojka na půlroční hostování do druholigového Táborska. Svůj debut si odbyl 19. března, a to při remíze 1:1 s Jihlavou. 14. května vstřelil svou první branku v dresu Táborska, a to při prohře 5:3 s Varnsdorfem. V jarní části sezony 2022/23 nastoupil Sojka do 12 soutěžních utkání, vstřelil 1 branku a přidal 2 asistence.
Sojka zamířil v létě 2023 na další hostování do Táborska, tentokrát na celou sezonu. V průběhu celé sezony patřil ke stabilním členům základní sestavy druholigového týmu, kterému pomohl až k postupu do baráže o postup. Sojka nastoupil do obou utkání baráže proti Českým Budějovicím, nicméně s Táborskem po výsledcích 1:1 a 1:2 nepostoupil do nejvyšší soutěže. V celé sezoně nastoupil do 30 soutěžních utkání, vstřelil 2 branky a přidal 5 branek.
V létě 2024 se Sojka stal členem A-týmu Viktorie Plzeň a podepsal nový tříletý kontrakt. 20. července si odbyl svůj debut v české nejvyšší soutěži, a to při výhře 3:1 nad Duklou Praha. 8. srpna 2024 si odbyl svůj debut v pohárové Evropě, a to v utkání třetího předkola Evropské ligy proti Kryvbasu. Sojka odehrál také šest utkání ligové fáze a pomohl Plzni až k postupu do osmifinále soutěže. V průběhu celé sezony odehrál Sojka 29 utkání, v nichž zaznamenal 2 asistence. V létě 2025 si zahrál na závěrečném turnaji Mistrovství Evropy do 21 let.
V červnu 2025 přestoupil Sojka do Hradce Králové. S Východočechy podepsal víceletou smlouvu.

## Reprezentační kariéra
Sojka odehrál mezi lety 2019 a 2025 dohromady 9 utkání v dresu českých mládežnických reprezentací.
V létě 2025 si zahrál na závěrečném turnaji Mistrovství Evropy do 21 let. Na turnaji nastoupil do všech tří utkání základní skupiny jako střídající hráč, český tým nicméně nedokázal postoupit do vyřazovací fáze.